# Sergio Castellitto
Sergio Castellitto (Roma, 18 agosto 1953) è un attore, regista e sceneggiatore italiano.

## Biografia
Nato a Roma il 18 agosto 1953 da famiglia molisana (il padre era di Campobasso), frequenta l'Accademia d'arte drammatica "Silvio d'Amico" senza terminarla ed esordisce ben presto in teatro, lavorando con registi importanti come Aldo Trionfo nel Candelaio (1981) ed Enzo Muzii nel Girotondo da Schnitzler (1985). Nel 1987 si sposa con Margaret Mazzantini, conosciuta recitando in Le tre sorelle di Čechov. Negli anni novanta ottiene successi nella fortunata commedia di Neil Simon A piedi nudi nel parco (1994) e nella pièce Recital su Derek Jarman (1995). Nel 1996 esordisce come regista teatrale con la pièce Manola, scritta e interpretata da Margaret Mazzantini e da Nancy Brilli. Nel 2004 porta in scena come regista e interprete un secondo testo teatrale della moglie, Zorro.
Nel cinema esordisce nel 1981 come semplice comparsa in Tre fratelli, e dopo alcuni film in cui ricopre ruoli di secondo piano, si segnala come protagonista di alcune opere prime realizzate da giovani registi; la sua prova migliore del primo periodo è in Sembra morto... ma è solo svenuto di Felice Farina, di cui scrive anche il soggetto e collabora alla sceneggiatura. Si fa conoscere al grande pubblico nelle commedie Piccoli equivoci di Ricky Tognazzi e Stasera a casa di Alice di Carlo Verdone, non disdegna ruoli di impegno come in La carne di Marco Ferreri e L'ora di religione di Marco Bellocchio.
Molto richiesto all'estero, lavora con una certa continuità in Francia; nel 1988 è in Paura e amore con Fanny Ardant e Valeria Golino ma soprattutto è nel cast de Le Grand Bleu, film culto di Luc Besson, successivamente è protagonista di In viaggio con Alberto di Arthur Joffé e collabora con Jacques Rivette, illustre esponente della Nouvelle Vague, con ruoli da protagonista nei film Chi lo sa? e Questione di punti di vista con Jane Birkin. Nel 2007 viene invitato al Festival di Cannes per tenere la tradizionale lezione di cinema, mentre nel 2008 fa parte della giuria del Festival di Cannes presieduta da Sean Penn. 
Vince l'European Film Award per Ricette d'amore e L'ora di religione, un Nastro d'argento europeo, due Nastri d'argento per il miglior attore protagonista con Il grande cocomero di Francesca Archibugi e L'uomo delle stelle di Giuseppe Tornatore, nonché tre David di Donatello per le sue interpretazioni in Il grande cocomero, Tre colonne in cronaca e in Non ti muovere, tratto dall'omonimo romanzo della consorte Margaret Mazzantini e da lui anche diretto e sceneggiato. Non è stato questo, comunque, il suo esordio dietro la macchina da presa poiché nel 1999 aveva già diretto e interpretato una commedia grottesca, Libero Burro. Gli altri suoi film, da regista e attore insieme, sono La bellezza del somaro (2010), Venuto al mondo (2012) e Il materiale emotivo (2021). Nel 2006 torna a recitare con Marco Bellocchio nel film Il regista di matrimoni e lavora per la prima volta con Gianni Amelio nel film La stella che non c'è.

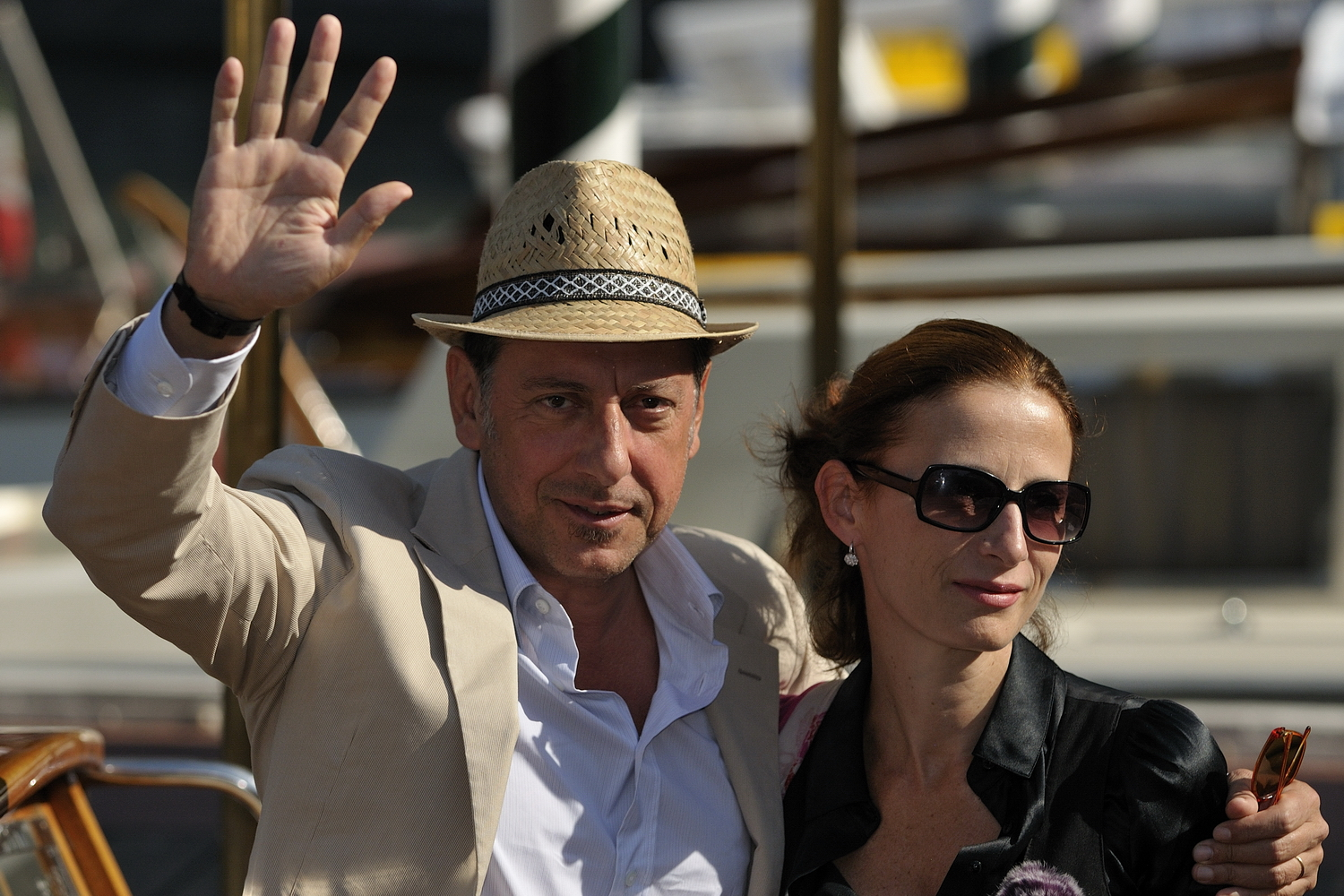
Sergio Castellitto e la moglie Margaret Mazzantini alla 66ª Mostra internazionale d'arte cinematografica di Venezia (2009)

Castellitto si inserisce in quel gruppo di miti che hanno segnato la storia del cinema italiano  : è stato diretto da registi come Ettore Scola (La famiglia (film 1987), Concorrenza sleale (film)) e Mario Monicelli (Rossini! Rossini!), ha lavorato con gli attori Marcello Mastroianni, Gian Maria Volonté e Alain Delon. 
Sul piccolo schermo compare per la prima volta nel 1982, ma è dalla metà degli anni ottanta che la sua presenza diventa costante, affiancando anche Stefania Sandrelli nella miniserie TV Come stanno bene insieme nel 1989. Ottiene grande successo di pubblico nella serie TV Un cane sciolto, diretta da Giorgio Capitani, nel quale impersona con ottima aderenza fisica il personaggio di un giudice. Il trionfo arriva con le eccellenti interpretazioni e di straordinaria intensità emotiva di Fausto Coppi, don Lorenzo Milani, padre Pio ed Enzo Ferrari dove con una magistrale interpretazione, rivestendo i panni del Drake, racconta tutta la sua storia e quella della Ferrari fino ai giorni nostri in una serie a due puntate diretta da Carlo Carlei nel 2003. Conoscerà anche l'insuccesso, nel 2004, con l'interpretazione del commissario Maigret nella serie di due telefilm per Mediaset, diretti da Renato De Maria. Nel 2008 affianca Luisa Ranieri nella miniserie televisiva TV 'O professore. Nel 2019 partecipa alla serie TV Pezzi unici.
Attore tra i più completi del panorama italiano, si dimostra incisivo in ruoli drammatici, ma si trova a proprio agio anche nella commedia - con preferenza per quella grottesca - grazie ad un volto serioso che esprime però immediata simpatia e una recitazione nervosa non disgiunta da sottile ironia. Emblematica in questo senso la sua performance in Caterina va in città di Paolo Virzì, dove interpreta un mediocre e logorroico insegnante delle superiori o quella più prettamente comica ne Il tuttofare di Valerio Attanasio in cui è Toti Bellastella, un irreprensibile ed elegantissimo principe del foro dall'eloquio forbito infarcito di latinorum, in realtà un "mostro" dei giorni nostri, cialtrone e vanesio, che esercita la professione forense con una impressionante spregiudicatezza amorale e nasconde sotto l’habitus rispettabile di professore ordinario di Diritto penale una congenita vocazione alla corruzione, al compromesso, all’inganno, all’ossequio nei confronti dei potenti e al disprezzo nei confronti dei più deboli.
Castellitto ha recitato in inglese ne Le cronache di Narnia - Il principe Caspian nel ruolo del crudele Re Miraz, zio e antagonista del giovane Caspian. Ha avuto un'esperienza di doppiaggio nell'edizione italiana del film d'animazione Persepolis, in cui dà la voce al padre di Marjane Satrapi. 
Il 1º aprile 2013 fa il suo debutto su Sky Cinema 1 nella serie In Treatment.
L'8 agosto 2013 gli viene attribuito il Pardo d'onore alla carriera durante la 66ª edizione del Locarno Film Festival.
Nel 2015 dirige il film Nessuno si salva da solo tratto dall’omonimo romanzo di Margaret Mazzantini, mentre nel 2017 viene presentato al Festival di Cannes nella sezione Un certain Regard il suo nuovo film da regista Fortunata. 
Nel 2021 interpreta Gabriele D'Annunzio nel film Il cattivo poeta, nel 2022 è protagonista nel film Dante, diretto da Pupi Avati. Interpreta il generale Carlo Alberto Dalla Chiesa nella serie Il nostro generale, andata in onda nel gennaio 2023. 
Per la prima volta viene diretto dal figlio Pietro nel film Enea, al cinema nel gennaio 2024.
Dal 2023 al 2024 è presidente della fondazione Centro sperimentale di cinematografia (CSC).
Nel 2024 interpreta il ruolo del cardinale Tedesco nel film Conclave, diretto da Edward Berger e tratto dal romanzo omonimo di Robert Harris, per cui riceve i premi Critics' Choice Awards e Screen Actors Guild Award insieme a Ralph Fiennes, Isabella Rossellini e John Lithgow. La sua interpretazione è stata acclamata dalla critica internazionale, tra cui il The New York Times.
Nel 2025 riceve la Laurea honoris causa dall'Università degli Studi del Molise in Letteratura e Storia dell'arte.

## Vita privata
Dal 1987 è sposato con l'attrice e scrittrice Margaret Mazzantini con cui ha avuto quattro figli: Pietro (1991, che ha seguito anche lui la carriera cinematografica), Maria (1997), Anna (2001) e Cesare (2006).

## Filmografia

### Attore

#### Cinema
- Tre fratelli, regia di Francesco Rosi (1981)
- Carcerato, regia di Alfonso Brescia (1981)
- Il generale dell'armata morta, regia di Luciano Tovoli (1983)
- Magic moments, regia di Luciano Odorisio (1984)
- Giovanni Senzapensieri, regia di Marco Colli (1986)
- Sembra morto... ma è solo svenuto, regia di Felice Farina (1985)
- Dolce assenza, regia di Claudio Sestieri (1986)
- La famiglia, regia di Ettore Scola (1987)
- Paura e amore (Fürchten und Lieben), regia di Margarethe von Trotta (1987)
- Le grand bleu, regia di Luc Besson (1988)
- Piccoli equivoci, regia di Ricky Tognazzi (1989)
- Tre colonne in cronaca, regia di Carlo Vanzina (1990)
- In viaggio con Alberto (Alberto Express), regia di Arthur Joffé (1990)
- I taràssachi, regia di Rocco Mortelliti, Fulvio Ottaviano e Francesco Ranieri Martinotti (1990)
- Una fredda mattina di maggio, regia di Vittorio Sindoni (1990)
- Stasera a casa di Alice, regia di Carlo Verdone (1990)
- La carne, regia di Marco Ferreri (1991)
- Rossini! Rossini!, regia di Mario Monicelli (1991)
- Nero., regia di Giancarlo Soldi (1992)
- Nessuno, regia di Francesco Calogero (1992)
- Il grande cocomero, regia di Francesca Archibugi (1993)
- Toxic affair, regia di Philippe Esposito (1993)
- Con gli occhi chiusi, regia di Francesca Archibugi (1994)
- L'uomo delle stelle, regia di Giuseppe Tornatore (1995)
- Le cri de la soie, regia di Yvon Marciano (1996)
- Portrait chinois, regia di Martine Dugowson (1996)
- Hotel Paura, regia di Renato De Maria (1996)
- Silenzio... si nasce, regia di Giovanni Veronesi (1996)
- Quadrille, regia di Valérie Lemercier (1997)
- Que la lumière soit, regia di Arthur Joffé (1998)
- À vendre - In vendita (À vendre), regia di Laetitia Masson (1998)
- Libero Burro, regia di Sergio Castellitto (1999)
- L'ultimo bacio, regia di Gabriele Muccino (2001)
- Concorrenza sleale, regia di Ettore Scola (2001)
- Segreti di famiglia (Laguna), regia di Dennis Berry (2001)
- Chi lo sa? (Va savoir), regia di Jacques Rivette (2000)
- Ricette d'amore (Bella Martha), regia di Sandra Nettelbeck (2001)
- L'ora di religione, regia di Marco Bellocchio (2002)
- Caterina va in città, regia di Paolo Virzì (2003)
- Non ti muovere, regia di Sergio Castellitto (2004)
- Ne quittez pas!, regia di Arthur Joffé (2004)
- Il regista di matrimoni, regia di Marco Bellocchio (2006)
- Paris, je t'aime, regia di Isabel Coixet (2006)
- La stella che non c'è, regia di Gianni Amelio (2006)
- Le cronache di Narnia - Il principe Caspian, regia di Andrew Adamson (2008)
- Italians, regia di Giovanni Veronesi (2009)
- Questione di punti di vista, regia di Jacques Rivette (2009)
- Tris di donne e abiti nuziali, regia di Vincenzo Terracciano (2009)
- Alza la testa, regia di Alessandro Angelini (2009)
- La bellezza del somaro, regia di Sergio Castellitto (2010)
- Venuto al mondo, regia di Sergio Castellitto (2012)
- Una famiglia perfetta, regia di Paolo Genovese (2012)
- La buca, regia di Daniele Ciprì (2014)
- Piccoli crimini coniugali, regia di Alex Infascelli (2017)
- Fortunata, regia di Sergio Castellitto (2017)
- Il tuttofare, regia di Valerio Attanasio (2018)
- Ricchi di fantasia, regia di Francesco Miccichè (2018)
- Il padrino della mafia, regia di Daniel Grou (2020)
- Il talento del calabrone, regia di Giacomo Cimini (2020)
- Nour, regia di Maurizio Zaccaro (2020)
- Il cattivo poeta, regia di Gianluca Jodice (2021)
- Il materiale emotivo, regia di Sergio Castellitto (2021)
- Dante, regia di Pupi Avati (2022)
- Il più bel secolo della mia vita, regia di Alessandro Bardani (2023)
- Enea, regia di Pietro Castellitto (2024)
- Romeo è Giulietta, regia di Giovanni Veronesi (2024)
- Conclave, regia di Edward Berger (2024)

#### Televisione
- La singolare avventura di Francesco Maria, regia di Enzo Muzii – film TV (1982)
- Western di cose nostre, regia di Pino Passalacqua – miniserie TV (1984)
- Sentimental – varietà in tre puntate di Sergio Bazzini, regia di Enzo Muzii, con Margaret Mazzantini, Roberto Murolo, Remo Girone (1985)
- Nontuttorosa, regia di Amanzio Todini – film TV (1987)
- Un siciliano in Sicilia, regia di Pino Passalacqua – miniserie TV (1987)
- La parete della stanza accanto, regia di Carlo Di Carlo – miniserie TV (1987)
- Piazza Navona, epis. Amore a cinque stelle, regia di Roberto Giannarelli – serie TV (1988)
- Cinema!, regia di Luigi Magni – miniserie TV (1988)
- Come stanno bene insieme, regia di Vittorio Sindoni – miniserie TV (1989)
- Un cane sciolto, regia di Giorgio Capitani – miniserie TV (1990-1992)
- Il grande Fausto, regia di Alberto Sironi – miniserie TV (1995)
- Pronto, regia di Jim McBride – film TV (1997)
- Don Milani - Il priore di Barbiana, regia di Antonio e Andrea Frazzi – miniserie TV (1997)
- Victoire, ou la douleur des femmes, regia di Nadine Trintignant – miniserie TV (2000) Sergio Castellitto nel ruolo di Padre Pio nell'omonima serie (2000)

Sergio Castellitto nel ruolo di Padre Pio nell'omonima serie (2000)

- Padre Pio, regia di Carlo Carlei – miniserie TV (2000)
- Ferrari, regia di Carlo Carlei – miniserie TV (2003)
- Maigret, regia di Renato De Maria – miniserie TV, episodi La trappola e L'ombra cinese (2004)
- Fuga per la libertà - L'aviatore, regia di Carlo Carlei – film TV (2008)
- 'O professore, regia di Maurizio Zaccaro – miniserie TV (2008)
- Raffinati, regia di Emiliano Corapi (2009)[10]
- In Treatment – serie TV, 105 episodi (2013-2017)
- Il sindaco pescatore, regia di Maurizio Zaccaro – film TV (2016)
- Meraviglie - La penisola dei tesori – programma televisivo, ospite 3ª puntata (2018)
- Rocco Chinnici - È così lieve il tuo bacio sulla fronte, regia di Michele Soavi – film TV (2018)
- Aldo Moro - Il professore, regia di Francesco Miccichè – film TV (2018)
- Pezzi unici – serie TV (2019)
- Natale in casa Cupiello, regia di Edoardo De Angelis – film TV (2020)
- Crazy for Football - Matti per il calcio, regia di Volfango De Biasi – film TV (2021)
- Sabato, domenica e lunedì, regia di Edoardo De Angelis – film TV (2021)
- Non ti pago, regia di Edoardo De Angelis – film TV (2021)
- Il nostro generale – serie TV (2023)

#### Cortometraggi
- Tu sei differente, regia di Alberto Taraglio (1985)

### Regista
- Libero Burro (1999)
- Non ti muovere (2004)
- La bellezza del somaro (2010)
- Venuto al mondo (2012)
- Nessuno si salva da solo (2015)
- Fortunata (2017)
- Il materiale emotivo (2021)

### Sceneggiatore
- Libero Burro (1999)
- Non ti muovere (2004)
- La bellezza del somaro (2010)

## Teatro
- Manola di Margaret Mazzantini (1996)
- Zorro di Margaret Mazzantini (2002)
- Ci sono giorni che non accadono mai di Valerio Cappelli (2020)
- Zorro - Un eremita sul marciapiede di Margaret Mazzantini (2022) – nuova edizione

## Riconoscimenti
- Critics' Choice Award
  - 2025 – Miglior cast corale per Conclave

- Screen Actors Guild Award
  - 2025 – Miglior cast cinematografico per Conclave

- David di Donatello
  - 1990 – Candidatura al miglior attore protagonista per Piccoli equivoci
  - 1990 – Migliore attore non protagonista per Tre colonne in cronaca
  - 1991 – Candidatura al miglior attore non protagonista per Stasera a casa di Alice
  - 1993 – Migliore attore protagonista per Il grande cocomero
  - 1996 – Candidatura al miglior attore protagonista per L'uomo delle stelle
  - 2003 – Candidatura al miglior attore protagonista per L'ora di religione
  - 2004 – Candidatura al miglior film per Non ti muovere
  - 2004 – Candidatura al miglior regista per Non ti muovere
  - 2004 – Migliore attore protagonista per Non ti muovere
  - 2004 – Candidatura alla migliore sceneggiatura per Non ti muovere
  - 2013 – Candidatura al miglior attore protagonista per Una famiglia perfetta
  - 2013 – Candidatura al David Giovani per Venuto al mondo

- Nastro d'argento
  - 1992 – Candidatura al migliore attore protagonista per La carne
  - 1994 – Candidatura al migliore attore protagonista per Il grande cocomero
  - 1996 – Migliore attore protagonista per L'uomo delle stelle
  - 2001 – Candidatura al migliore attore protagonista per Concorrenza sleale
  - 2002 – Migliore attore protagonista per L'ora di religione
  - 2004 – Candidatura al migliore attore protagonista per Caterina va in città
  - 2005 – Candidatura al regista del miglior film italiano per Non ti muovere
  - 2005 – Migliore sceneggiatura per Non ti muovere
  - 2007 – Nastro d'argento europeo
  - 2010 – Candidatura al migliore attore protagonista per Alza la testa e Questione di punti di vista
  - 2013 – Nastro d'argento speciale
  - 2021 – Candidatura al miglior attore protagonista per Il cattivo poeta

- Globo d'oro
  - 1993 – Miglior attore per Il grande cocomero
  - 2002 – Miglior attore per L'ora di religione
  - 2004 – Miglior film per Non ti muovere

- Ciak d'oro
  - 1990 – Miglior attore non protagonista per Tre colonne in cronaca[11]
  - 1993 – Miglior attore protagonista per Il grande cocomero[11]
  - 1996 – Miglior attore protagonista per L'uomo delle stelle[12]
  - 2002 – Miglior attore protagonista per L'ora di religione[13]
  - 2004 – Miglior film per Non ti muovere[14]
  - 2013 – SuperCiak d'oro

- Premio Flaiano Sezione teatro[15]
  - 2001 – Premio per l'interpretazione in Zorro. Un eremita sul marciapiede di Margaret Mazzantini, regia di Sergio Castellitto
- Festival internazionale del film di Roma
  - 2009 – Marc'Aurelio d'Argento per il miglior attore per Alza la testa

### Altri premi
- 2021 (Roma, 10 settembre) – Viene nominato socio benemerito ANC (Associazione Nazionale Carabinieri).[16]